# Горшков Іван Іванович
Іван Іванович Горшков (24 червня 1885, місто Єгор'євськ Рязанської губернії, тепер  Московської області, Російська Федерація — 6 березня 1966, місто Москва, тепер Російська Федерація) — радянський діяч, голова Рязанського губернського комітету РКП(б). Член ВЦВК. Член Центральної контрольної комісії ВКП(б) у 1927—1930 роках.

## Життєпис
Народився в родині робітника. Закінчив технічне училище. Працював на фабриці Хлудових.  
Член РСДРП(б) з 1904 року, більшовик, партійний псевдонім «Булкін».
У 1905 році — секретар Єгор'євського підрайкому Рязанської губернії та член Московського окружного комітету РСДРП, один із керівників загального страйку єгор'євських текстильників.
19 жовтня 1905 року, після прочитання царського маніфесту, брав участь у мітингу робітників і виступив на ньому біля міської в'язниці з вимогою відпустити всіх політичних в'язнів, наглядач, злякавшись розправи, виконав вимогу.
Був тричі заарештований (22.01.1905, 1908, 1911) У 1908—1910 роках перебував на засланні у Вологодській губернії, в 1911—1917 роках відбував семирічне заслання до Єнісейської губернії. 6(19) березня 1917 року — амністований.
З травня 1917 року — секретар Єгор'євської Спілки текстильників Рязанської губернії.
З серпня 1917 року — міський голова Єгор'євська Рязанської губернії. Організатор загонів Червоної гвардії в Єгор'євську.
З жовтня 1917 року — голова Єгор'євського військово-революційного комітету.
До 1919 року — голова виконавчого комітету Єгор'євської ради Рязанської губернії.
У 1919 році — голова Єгор'євської ради народного господарства.
24 листопада 1919 — 20 березня 1920 року — голова Рязанського губернського комітету РКП(б).
З 1921 року — голова Уфимського революційного трибуналу.
У 1923—1927 роках — відповідальний секретар Єгор'євського повітового комітетів РКП(б), відповідальний секретар Дмитровського повітового комітету РКП(б) Московської губернії.
З 1927 року — член Московської контрольної комісії ВКП(б). З січня 1928 до 1929 року — заступник секретаря Партійної колегії Московської контрольної комісії ВКП(б).
У 1929—1930 роках — завідувач Управління культури Всеросійської Спілки промислової кооперації.
У 1930—1933 роках — відповідальний секретар Верейського районного комітету ВКП(б) Московської області.
У 1933—1939 роках — член правління Серпухівського бавовняного тресту Московської області; директор шовкової фабрики «Пролетарский труд»; директор фабрики «Приводной ремень» тресту «Технотканина»; на відповідальній роботі в Народному комісаріаті лісової промисловості СРСР.
З 1939 року — персональний пенсіонер.
Помер 6 березня 1966 року в Москві.